# Calle Pikk
La Calle Pikk o bien la Calle Larga (en estonio: Pikk tänav) es una de las calles más largas de Vanalinn (distrito Kesklinn), en el centro histórico de la capital del país europeo de Estonia, la ciudad de Tallin. El camino comienza como una continuación de la jalg Pikk, justo al noroeste de la plaza del ayuntamiento, y se extiende al noreste hasta el cruce con Rannamäe.
En la calle hay una serie de atracciones, embajadas y lugares de reunión conocidos.